# Redder
En redder var oprindelig en betegnelsen for en medarbejder ansat hos Falck, der var beskæftiget med rednings- eller assistanceopgaver. Betegnelsen bruges i dag også om ambulancepersonale ansat f.eks. i Københavns Brandvæsen
Den faglærte/ufaglærte redder kan bl.a. være beskæftiget med autohjælp, forebyggelse og udbedring af storm- og vandskader, dyreredning, ambulancekørsel, redning, dykkertjeneste, brandslukning, siddende patientbefordring m.v. 
Erhvervsbetegnelsen redder bruges også om en faglært person, der har gennemgået erhvervsuddannelsen til redder. Den praktiske del af uddannelsen kan eksempelvis gennemføres hos Falck eller Roskilde Brandvæsen. Den teoretiske del foregår hos EUC Vest i Esbjerg og Erhvervsskolen i Nordsjælland, Hillerød. Reddereleven bliver ved uddannelsens start ansat i virksomheden og modtager løn under hele uddannelsen.
Som faglært redder vil man primært være tilknyttet ambulancetjensten, men andre arbejdsopgaver som brandslukning kan også forekomme.
Ønsker man beskæftigelse inden for ambulancetjenesten i Danmark er redderuddannelsen på nuværende tidspunkt den eneste indgangsvinkel (sygeplejersker, og læger kan dog i et vist omfang deltage i det præhospitale arbejde)
Sundhedsstyrelsen kan godkende udenlandske ambulanceuddannelser til brug i Danmark..
Uddannelsen til redder med speciale i ambulance er normeret til 2 år og 3 måneder og inkluderer skole, hospitals- og praktikophold. Uddannelsen til redder med speciale i autohjælp er normeret til 1 år og 9 måneder.

## Merit
Den nye redderuddannelse rummer mulighed for merit, hvor følgene uddannelser er forhåndsgodkendt:
SOSU-HJÆLPER
SOSU-ASSISTENT
SYGEPLEJERSKE
RADIOGRAF
SYGEPASSER 1, sanitetsgrunduddannelse (Forsvarets sanitetsuddannelser) – FSS 34-000
SYGEPASSER 2, Sanitetsuddannelse trin 2 FSU 202 (Forsvarets sanitetsuddannelser)
SANITETS GRUNDUDDANNELSE FSU 205 (Forsvarets sanitetsuddannelser)
SYGEPASSER TRIN 3 FSU 203 (Forsvarets sanitetsuddannelser)

## Efteruddannelse
Der er flere videreuddannelsesmuligheder efter endt uddannelse. Inden for ambulancetjenesten kan dette være som: ambulancebehandler, lægeassistent, supervisor/ambulanceinstruktør og paramediciner/akutredder. Inden for brandtjeneste: instruktør, holdleder og indsatsleder.

## Generelle ansættelseskrav
- Have mindst 9. klasses afgangseksamen med gode kundskaber i dansk og naturvidenskabs fag som matematik, fysik m.v. + et grundforløb på teknisk skole eller en anden erhvervsuddannelse eller min. 1 års videregående skoleuddannelse (eks. Handelsskole-, Gymnasiel- eller HF eksamen.
- Højde 170-190 cm uden fodtøj
- Må ikke være kasseret på session
- God fysik og et godt helbred.
- Synsstyrke på det dårligste øje mindst 6/12 uden brug af briller eller kontaktlinser
- Ren straffeattest
- Have haft Kørekort til almindelig bil (kategori B) i mindst 1 år
- Normal hørelse

Der fraviges ikke fra nogen af ovenstående faktuelle krav.
Der kan være yderligere krav hos det enkelte firma, man søger ansættelse hos.